# آنتیزانتی
آنتیزانتی (به فرانسوی: Antisanti) یک کمون در فرانسه است که در کرس شمالی واقع شده‌است. آنتیزانتی ۴۷٫۹۵ کیلومتر مربع مساحت دارد ۷۵۰ متر بالاتر از سطح دریا واقع شده‌است.